# هل تحلم الروبوتات بخرفان آلية؟
هل تحلم الروبوتات بخرفان آلية؟ (بالإنجليزية: Do Androids Dream of Electric Sheep?)‏ أُعيدت تسميتها في طبعات لاحقة إلى (blade runner شفرة عداء: هل تحلم الروبوتات بخرفان آلية) هي رواية خيال علمي كتبها الكاتب الأمريكي فيليب ك. ديك ونشرت للمرة الأولى في عام 1968.

## الحبكة
تقع أحداث الرواية في سان فرانسسيكو في أعقاب نهاية العالم وما بعدها حيث دمرت الحياة على الأرض بسبب حرب نووية عالمية. معظم الحيوانات أصبحت مهددة بالانقراض والبعض الآخر انقرض تماماً نتيجة متلازمة الإشعاع الحادة حيث أصبح امتلاك حيوان في عالم الرواية دلالة على التعاطف والاهتمام.
أُعتبر هذا الكتاب الأساس الأولي لفيلم (blade runner) بليد رانر عام 1982.
الحبكة الرئيسية تدور حول ريك ديكارد و باونتي هنتر في مطاردة لمجموعة خطيرة تتكون من ستة من الروبوتات نموذج نيكسز-6 لإحالتها للتقاعد الإجباري بينما الحبكة الفرعية عن جون اسيدور وهو رجل بمعدل ذكاء منخفض يساعد الروبوتات على الهرب. يبحث الفيلم في مسألة مامعنى أن تكون إنساناً.

## روابط خارجية
- هل تحلم الروبوتات بخرفان آلية؟ على موقع الموسوعة البريطانية (الإنجليزية)